# Попов, Иван Анисимович
Иван Анисимович Попов (1912—2001) — советский военный. Участник Великой Отечественной войны. Герой Советского Союза (1945). Подполковник.

## Биография
Иван Анисимович Попов родился 31 августа (12 сентября) 1912 года в станице Ярыженской Ярыженского юрта Хопёрского округа Области Войска Донского (ныне хутор Ярыженский Берёзовского сельского поселения Новоаннинского района Волгоградской области Российской Федерации) в крестьянской семье. Русский.
Образование 7 классов. До призыва на военную службу работал на Бударинской машинно-тракторной станции сначала трактористом, затем бригадиром тракторной бригады.
В ряды Рабоче-крестьянской Красной Армии И. А. Попов был призван Бударинским районным военкоматом Сталинградской области в 1935 году. Решив связать свою жизнь с армией, Иван Анисимович в 1939 году окончил дивизионные курсы младших лейтенантов. Службу продолжил артиллеристом в 57-м лёгком артиллерийском полку 57-й стрелковой дивизии Забайкальского военного округа. Летом 1939 года участвовал в боях против японских милитаристов на реке Халхин-Гол. За проявленное в ходе боевых действий мужество был награждён орденом Красного Знамени.
На фронтах Великой Отечественной войны лейтенант И. А. Попов с августа 1942 года. Воевал на Сталинградском фронте. В ходе Сталинградской битвы 2 сентября 1942 года был ранен. До марта 1943 года находился на лечении в госпитале. После выздоровления И. А. Попов был направлен на Юго-Западный фронт в 147-й гвардейский артиллерийско-миномётный полк 15-й гвардейской кавалерийской дивизии 7-го гвардейского кавалерийского корпуса. В мае 1943 года старший лейтенант И. А. Попов получил назначение на должность командира батареи 76-миллиметровых пушек. До августа 1943 года корпус участвовал в Курской битве в составе Степного фронта. В ходе осеннего наступления на Центральном фронте (с 20 октября 1943 года — Белорусский фронт) корпус во взаимодействии с 61-й и 65-й армиями участвовал в Черниговско-Припятской и Гомельско-Речицкой операциях. Батарея гвардии старшего лейтенанта И. А. Попова отличилась в боях за расширение плацдарма на правом берегу Днепра, завоёванного подразделениями корпуса в сентябре 1943 года в районе Лоева. В бою за посёлок Смелый Лоевского района Гомельской области Белорусской ССР 29 октября 1943 года Иван Анисимович лично произвёл разведку переднего края немецкой обороны, обнаружив 2 артиллерийских орудия, 3 пулемётные точки и несколько блиндажей. Все намеченные цели были уничтожены артиллеристами Попова в ходе артиллерийской подготовки, что способствовало быстрому освобождению посёлка. Противник пытался вернуть утраченные позиции и дважды переходил в контратаку, но всякий раз натыкался на плотный заградительный огонь батареи гвардии старшего лейтенанта Попова и отступал с большими потерями. Всего за время осеннего наступления батареей Попова были уничтожены 3 артиллерийские батареи противника, 9 станковых пулемётов, 7 ДЗОТов, 1 бронетранспортёр, до 300 солдат и офицеров вермахта. В январе 1944 года во время Калинковичско-Мозырской операции И. А. Попов участвовал в освобождении города Мозырь. Весной 1944 года Ивану Анисимовичу было присвоено звание капитана.
Летом 1944 года 7-й гвардейский кавалерийский корпус на 1-м Белорусском фронте перешёл в наступление в ходе Белорусской стратегической операции. В трудных условиях бездорожья и болотистой местности гвардии капитан И. А. Попов сумел организовать быстрое продвижение своей батареи и своевременно оказывал огневую поддержку 15-й гвардейской кавалерийской дивизии. Разгромив немецкую группу армий «Центр», войска 1-го Белорусского фронта в ходе Люблин-Брестской операции освободили восточные районы Польши, и выйдя к реке Висле, захватили несколько плацдармов на её левом берегу, где вели бои за их удержание и расширение до января 1945 года. 14 января 1945 года 7-й гвардейский кавалерийский корпус начал наступление с Пулавского плацдарма в ходе Варшавско-Познанской фронтовой операции, которая проводилась в рамках Висло-Одерской стратегической операции. При прорыве немецкой обороны на реке Висле батарея ЗИС-3 гвардии капитана И. А. Попова уничтожила 10 ДЗОТов и до 100 солдат и офицеров противника, обеспечив выход 15-й гвардейской кавалерийской дивизии на оперативный простор. Стремительно наступая на лодзинском направлении, подразделения дивизии у городка Вельбуж настигли колонну отходившей на лодзинский оборонительный рубеж немецкой пехоты. Развернув орудия, артиллеристы Попова сходу вступили в бой и за короткое время подбили 5 вражеских автомашин и уничтожили до 100 вражеских солдат. Развивая успех, 15-я гвардейская кавалерийская дивизия, смяв заслоны противника, перерезала шоссе Лодзь-Серадз в районе городка Пабьянице как раз в тот момент, когда по ней началось отступление немецких войск. В течение короткого десятиминутного боя батарея Попова подбила и сожгла около 20 автомобилей и бронетранспортёров противника с войсками и грузами, заставив остальных повернуть назад. В дальнейшем Иван Анисимович со своими бойцами участвовал в освобождении городов Пабьянице и Калиш, в ходе которых противнику был нанесён большой урон. Указом Президиума Верховного Совета СССР от 27 февраля 1945 года гвардии капитану Попову Ивану Анисимовичу было присвоено звание Героя Советского Союза.
Окончив в 1945 году высшую офицерскую артиллерийскую школу, И. А. Попов продолжал службу в строевых частях Советской Армии до 1957 года. В запас Иван Анисимович уволился в звании подполковника. Сначала жил в городе Балашове Саратовской области.
В 1975 году переехал в город-герой Волгоград. 25 августа 2001 года И. А. Попов скончался. Похоронен на Димитриевском кладбище в Волгограде.

## Награды
- Медаль «Золотая Звезда» (27.02.1945)[2]
- Орден Ленина (27.02.1945)[2]
- Орден Красного Знамени (01.11.1939)[2]
- Орден Красного Знамени (30.04.1954)[2]
- Орден Отечественной войны 1-й степени (05.02.1944)[2]
- Орден Отечественной войны 1-й сепени (06.04.1985)[3]
- Орден Красной Звезды (25.07.1944)[2]
- Орден Красной Звезды (20.06.1949)[2]
- Медаль За боевые заслуги (05.11.1946)[2]
- Медаль За оборону Сталинграда (22.12.1942)[2]
- Медаль За победу над Германией в Великой Отечественной войне 1941—1945 гг. (09.05.1945)[2]
- Медаль За освобождение Варшавы (09.06.1945)[2]
- Медаль За взятие Берлина (09.06.1945)[2]
- Почётная грамота Президиума Верховного совета Российской Федерации (1993)[4]

## Память
- Мемориальная доска в честь Героя Советского Союза И. А. Попова установлена в городе Волгограде по адресу: ул. Кутузовская, 9.

## Документы
- Общедоступный электронный банк документов «Подвиг Народа в Великой Отечественной войне 1941—1945 гг.» Дата обращения: 23 ноября 2012. Архивировано из оригинала 13 марта 2012 года.

Представление к званию Героя Советского Союза. Дата обращения: 23 ноября 2012. Архивировано 9 января 2013 года.
Указ Президиума Верховного Совета СССР о присвоении звания Героя Советского Союза. Дата обращения: 23 ноября 2012. Архивировано 9 января 2013 года.
Орден Отечественной войны 1-й степени (наградной лист и приказ о награждении). Дата обращения: 23 ноября 2012. Архивировано 9 января 2013 года.
Орден Отечественной войны 1-й степени (информация из карточки награждённого к 40-летию Победы. Дата обращения: 23 ноября 2012. Архивировано 9 января 2013 года.
Орден Красной Звезды (наградной лист и приказ о награждении от 25.07.1944). Дата обращения: 23 ноября 2012. Архивировано 9 января 2013 года.
- Постановление Волгоградского горсовета народных депутатов, администрации г. Волгограда от 27.04.2005 N 18/283/701 «Об увековечении памяти И. А. Попова». Дата обращения: 23 ноября 2012.